# Heilbad Heiligenstadt
Heilbad Heiligenstadt è una città di 16 899 abitanti della Turingia, in Germania.

È il capoluogo del circondario dell'Eichsfeld.
Nel territorio comunale sono presenti le frazioni (Ortsteil) di Flinsberg, Günterode, Kalteneber e Rengelrode.

## Origini del nome
Il nome aveva originariamente la forma Heiligenstätte (= il luogo dei santi) e fu associato inizialmente al santuario di san Martino, eretto intorno al 960, nel quale vennero portate le reliquie di vari santi (san Sergio, san Bacco, sant'Aureo, san Giustino), forse per contrastare l'uso precedente della collina come bosco sacro pagano.

## Storia

### Medioevo e primi tempi moderni
La prima menzione documentaria di Heiligenstadt ebbe luogo il 23 novembre 973. Nel 1227 l'arcivescovo di Magonza Siegfried II Heiligenstadt concesse i diritti di città. Nel 1335 fu emanata la prima la legge cittadina, che comprendeva 160 articoli.
Durante la guerra dei contadini tedeschi (1525), un gruppo di contadini ribelli voleva che il consiglio di Heiligenstadt si unisse al patto rivoluzionario, ma non fu ammesso in città. Solo Thomas Müntzer e Heinrich Pfeiffer furonoin grado di fare le loro richieste davanti al Consiglio e riuscendo ad ottenere che i sacerdoti cattolici romani non tenessero più la messa, e che i pastori protestanti potessero predicare la parola di Dio. Dopo il fallimento della guerra contadina, queste concessioni furono invertite e la Chiesa cattolica riacquistò la sua influenza religiosa e politica con l'aiuto Arcivescovado di Magonza a Eichsfeld. Decisivo per il recupero della popolazione per la fede cattolica fu la cura pastorale dei gesuiti, che arrivarono a Heiligenstadt nel 1574, fondando anche un Collegio. Nella guerra dei trent'anni dal 1618 al 1648, la città fu devastata più volte.

### XIX e XX secolo
Quando la sovranità degli arcivescovi di Magonza sull'Eichsfeld terminò, nel 1802, Heiligenstadt divenne parte del principato di Eichsfeld. Successivamente, la città appartenne al Regno di Westfalia dal 1807 al 1813 e fu sede della prefettura del dipartimento di Harz. A seguito del Congresso di Vienna, la città divenne di nuovo prussiana nel 1815 e, in quanto città distrettuale, fu inclusa nel distretto amministrativo di Erfurt nella provincia prussiana della Sassonia.
Fino al 1933, il nazionalsocialismo non trovava quasi sostenitori nell'ambiente cattolico di Heiligenstadt. Anche dopo la "presa del potere", il NSDAP ricevette solo il 19% dei voti alle elezioni del Reichstag del 5 marzo 1933, uno dei peggiori risultati in tutto il Reich. 
Il 9 novembre 1938, la sinagoga fu profanata. Una targa commemorativa sull'edificio che è stata utilizzata come edificio residenziale fino al 2011 lo ha commemorato. Il 7 settembre 2011, l'ex sinagoga è stata demolita per far posto a un centro commerciale.
Il 5 aprile 1945, un attacco bombardiere americano causò cinque vittime civili e alcuni danni. Il 9 aprile la città si consegnò senza combattere, anche se vi furono 3000 feriti tedeschi in otto ospedali della città.
Secondo le decisioni della conferenza di Yalta, le truppe statunitensi si ritirarono nel Luglio 1945 da Heiligenstadt; al loro posto arrivò  l'Armata Rossa. Heiligenstadt divenne parte della zona di occupazione sovietica.
Nell'ambiente ancora fortemente cattolico di Heiligenstadt, il SED inizialmente non trovò quasi nessun sostenitore durante l'era della DDR. Con l'intenzione di "proletarizzare" Heiligenstadt, ed Eichsfeld nel suo insieme, il piano di Eichsfeld prevedeva l'afflusso di persone provenienti da altre parti della RDT in un processo di industrializzazione. 
Nell'ottobre 1989 iniziarono le manifestazioni a Heiligenstadt come parte della Rivoluzione pacifica nella DDR.
Nel 1991 vennero aggregati alla città di Heilbad Heiligenstadt i comuni di Flinsberg (15 giugno), Kalteneber (1º luglio) e Rengelrode (11 novembre).
Nel 1994 Heiligenstadt divenne il capoluogo del circondario dell'Eichsfeld (risultante dalla fusione dei circondari di Heiligenstadt e di Worbis).
Il 1º gennaio 2019 venne aggregato alla città di Heilbad Heiligenstadt il comune di Bernterode.

## Amministrazione

### Gemellaggi
La città di Heilbad Heiligenstadt è gemellata con:
- Husum, dal 1990
- Bagod, dal 1995

Heilbad Heiligenstadt ha sottoscritto "trattati d'amicizia" (Freundschaftsvertrag) con:
- Heiden, dal 1991
- Rheda-Wiedenbrück, dal 1991